# Campionati mondiali di ginnastica artistica 2009 - Corpo libero femminile
La finale di specialità al corpo libero ai Campionati Mondiali si è svolta alla North Greenwich Arena di Londra, Inghilterra il 18 ottobre 2009. Elizabeth Tweddle, dopo l'esperienza olimpica, diventa campionessa mondiale, battendo l'australiana e seconda classificata Lauren Mitchell di un solo decimo.

## Podio
| Oro                           | Argento                   | Bronzo      |
| Elizabeth Tweddle Regno Unito | Lauren Mitchell Australia | Sui Lu Cina |

## Partecipanti
|             | Nome              | Nazionalità | Data di Nascita | Età     |
| ----------- | ----------------- | ----------- | --------------- | ------- |
| Più giovane | Ana Porgras       | Romania     | 18/12/93        | 15 anni |
| Più vecchia | Elizabeth Tweddle | Regno Unito | 01/04/85        | 24 anni |

## Classifica
| Rank    | Gymnast            | D Score | E Score | Pen. | Total  |
| ------- | ------------------ | ------- | ------- | ---- | ------ |
| Oro     | Elizabeth Tweddle  | 6.100   | 8.550   | —    | 14.650 |
| Argento | Lauren Mitchell    | 5.800   | 8.750   | —    | 14.550 |
| Bronzo  | Sui Lu             | 5.700   | 8.600   | —    | 14.300 |
| 4       | Anna Myzdrikova    | 5.900   | 8.375   | —    | 14.275 |
| 5       | Rebecca Bross      | 5.700   | 8.425   | —    | 14.125 |
| 6       | Ana Porgras        | 5.500   | 8.625   | —    | 14.125 |
| 7       | Deng Linlin        | 5.400   | 8.475   | —    | 13.825 |
| 8       | Jessica Gil Ortiz‡ | 0.900   | 2.075   | —    | 2.975  |

‡Jessica Gil Ortiz è impossibilitata a finire l'esercizio a causa di un brutto incidente durante l'esecuzione.